# Совет представителей Ирака
Совет представителей Ирака (араб. مجلس النواب العراقي‎ Majlis an-Nuwwāb al-ʿIrāqiyy) — парламент Ирака, главный законодательный орган в стране. 
Количество представителей — 329 человек. Заседает в Багдаде в Зелёной зоне. Главой Совета представителей с 15 сентября 2018 по ноябрь 2023 года являлся Мухаммед Аль-Хальбуси. По состоянию на конец мая 2024 года новый спикер парламента после аль-Хальбуси не избран, заместителем главы является Мухсин аль-Мандалауи (en).

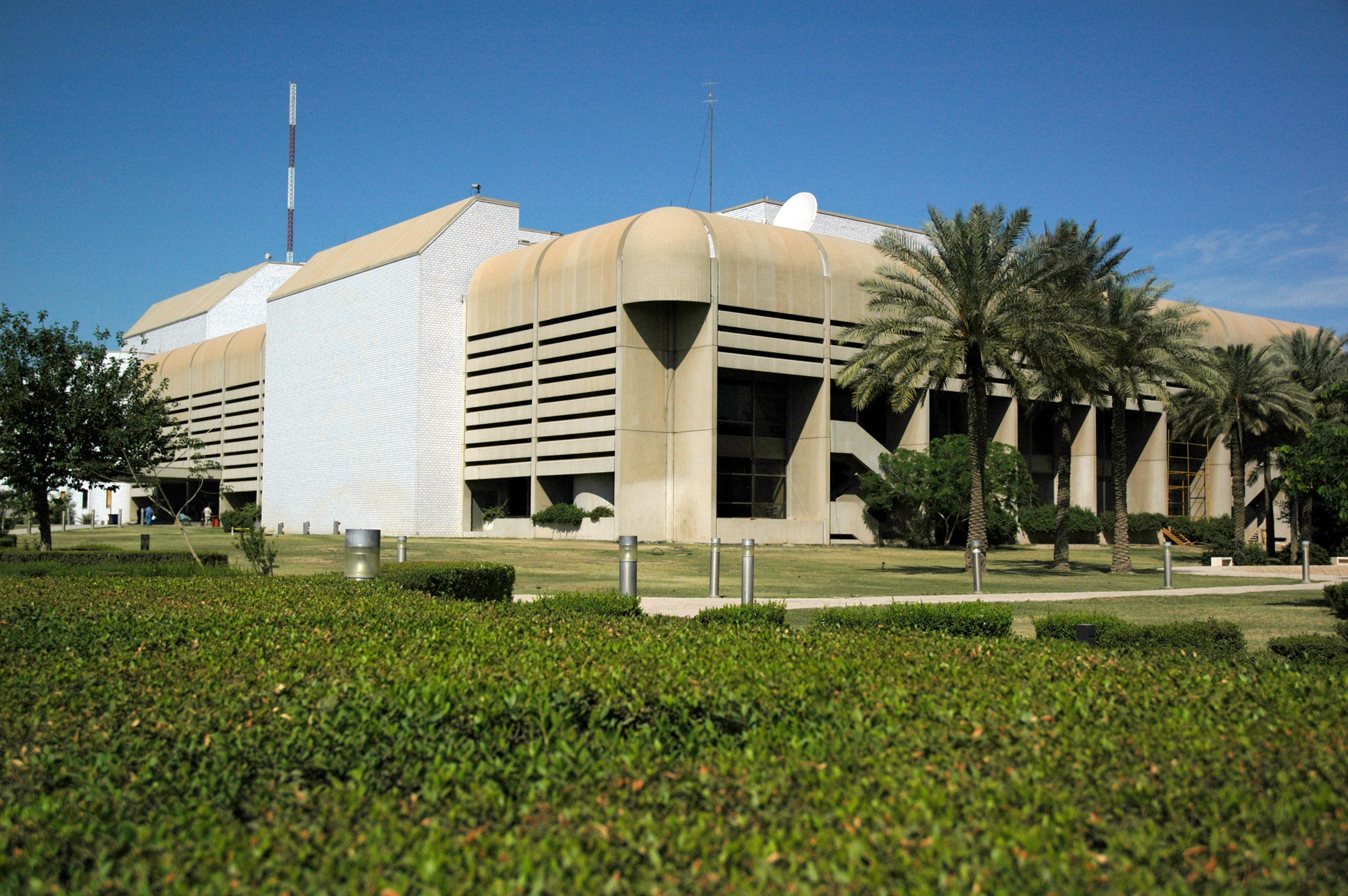
Временный зал заседаний в Зелёной зоне

## История

### Конституция 2005 года
После свержения правительства Саддама Хусейна 15 октября 2005 года в Ираке была принята временная Конституция, согласно которой Совет представителей представляет собой нижнюю палату Парламента Ирака. Верхняя палата — Совет Союза — до сих пор не сформирована. Со времени принятия Конституции 2005 года в стране несколько раз проходили выборы в Совет представителей: в 2005, 2010, 2014 и 2018 годах.
С 2005 года пост главы парламента занимали Хаджим ал-Хассани (en), Махмуд аль-Машхадани (en), Ияд ас-Самарраи (en), Фуад Масум, Осама ан-Наджейфи и Салим аль-Джабури.

## Состав
Парламентские выборы 2018 года состоялись 12 мая. Из-за обвинений в фальсификации состоялся ручной пересчет голосов, 9 августа 2018 года были объявлены результаты пересчёта в 13 из 19 провинций Ирака. Признаны действительными Верховным судом Ирака результаты выборов были 19 августа того же года. Было избрано 329 депутатов. Наибольшее число мест получили: «Альянс за реформы», лидером которой является Муктада ас-Садр (54), «альянс Фатх» во главе с Хади аль-Амири (47), «Альянс победы» во главе с бывшим премьер-министром Хайдером аль-Абади (42), а также Государство закона с Нури Аль-Малики(25) и Демократическая партия Курдистана (25). Несмотря на сложности в формировании коалиции большинства, парламент 15 сентября смог избрать большинством в 169 голосов председателя. Им стал Мохаммед аль-Хальбуси. Позднее совет представителей также пришёл к согласию и в отношении кандидатуры президента страны: большинством в 219 голосов им был избран Бархам Салех. Разногласия между фракциями позднее привели к тому, что получивший больше всего мест в парламенте шиитский «Альянс за реформы» в октябре 2019 года объявил себя оппозицией.